# Operación Navaja

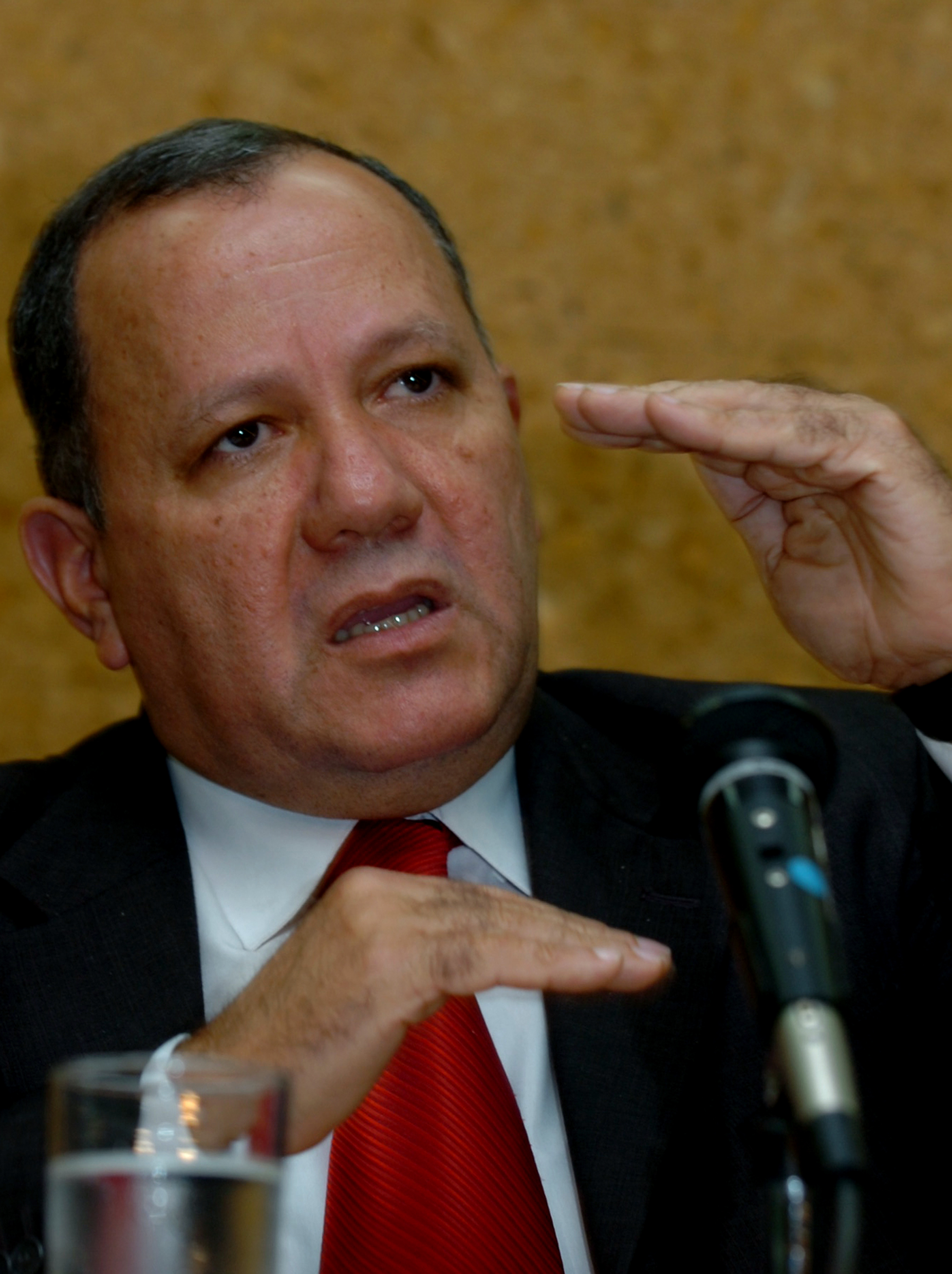
El Ministro de Minas y Energía Silas Rondeau renunció tras las acusaciones.

La Operación Navaja (Operação Navalha en portugués) fue llevada a cabo por la Policía Federal de Brasil el 17 de mayo de 2007 y tenía como objetivo desbaratar esquemas de corrupción relacionados con la contratación de obras públicas realizadas por el gobierno federal. Las acusaciones sobre los supuestos hechos llevaron a la renuncia del ministro de Minas y Energía, Silas Rondeau, la semana siguiente, así como a la detención de 74 personas.

## Detenidos e involucrados
74 personas fueron detenidas, entre ellas José Reinaldo Tavares (PSB), el diputado de distrito Pedro Passos (PMDB), João Alves Neto, hijo del exgobernador João Alves Filho (DEM-SE), dos sobrinos del gobernador Jackson Lago (PDT- MA)ː Alexandre de Maia Lago y Francisco de Paula Lima Júnior, además de los alcaldes de Sinop, Nilson Aparecido Leitão (PSDB-MT), a quien no se le encontró nada en contra y considerado inocente, y de Camaçari, Luiz Carlos Caetano (PT-BA).